# 9282 Lucylim
9282 Lucylim eller 1981 EP16 är en asteroid i huvudbältet som upptäcktes den 6 mars 1981 av den amerikanska astronomen Schelte J. Bus vid Siding Spring-observatoriet. Den är uppkallad efter Lucy F. Lim.
Asteroiden har en diameter på ungefär 2 kilometer.